# Marian McPartland’s Piano Jazz with Guest Shirley Horn
Marian McPartland’s Piano Jazz With Guest Shirley Horn — концертный альбом американской певицы и пианистки Ширли Хорн, выпущенный 28 января 2006 года на лейбле The Jazz Alliance.

## Об альбоме
Альбом представляет собой запись радиопрограммы Piano Jazz от 11 декабря 1984 года, спустя шесть лет после её возвращения на сцену. В альбоме Хорн исполняет фортепианные партии, а в перерывах даёт интервью ведущей Мэриэн Макпартлэнд. Хорн исполнила в основном джазовые стандарты, а в конце сыграла блюзовую импровизацию.

## Отзывы критиков
Рецензент AllMusic Том Юрек поставил альбому три звезды, отметив, что Хорн на записи в прекрасном голосе, просто в лучшей форме, особенно в «I Could Have Told You So», где её фирменный балладный шёпот может просто пустить озноб вниз по позвоночнику. Беседу между Хорн и Макпартлэнд он также назвал живой и весёлой, с большой теплотой и юмором.

## Список композиций
| №                   | Название                                | Автор(ы)                       | Длительность |
| ------------------- | --------------------------------------- | ------------------------------ | ------------ |
| 1.                  | «Conversation*»                         |                                | 0:53         |
| 2.                  | «Love Is Here To Stay»                  | Джордж Гершвин, Айра Гершвин   | 2:17         |
| 3.                  | «Conversation»                          |                                | 1:45         |
| 4.                  | «I Could Have Told You»                 | Джимми Ван Хьюзен, Карл Сигман | 2:58         |
| 5.                  | «Conversation»                          |                                | 3:44         |
| 6.                  | «Billie’s Bounce»                       | Чарли Паркер                   | 4:13         |
| 7.                  | «Conversation»                          |                                | 0:49         |
| 8.                  | «Blood Count»                           | Билли Стрэйхорн                | 2:30         |
| 9.                  | «Conversation»                          |                                | 3:13         |
| 10.                 | «Love You Madly»                        | Дюк Эллинтон                   | 4:28         |
| 11.                 | «Conversation»                          |                                | 0:17         |
| 12.                 | «Violets For Your Furs»                 | Том Эдейр, Мэтт Деннис         | 2:52         |
| 13.                 | «Conversation»                          |                                | 3:26         |
| 14.                 | «Cherry»                                | Дон Редман                     | 4:53         |
| 15.                 | «Conversation»                          |                                | 2:28         |
| 16.                 | «There’s No You»                        | Том Эдейр, Хэл Хоппер          | 3:07         |
| 17.                 | «Conversation»                          |                                | 1:10         |
| 18.                 | «I Guess I’ll Hang My Tears Out To Dry» | Сэмми Кан, Жюль Стайн          | 4:21         |
| 19.                 | «Conversation»                          |                                | 0:59         |
| 20.                 | «Shirley’s Blues»                       | Ширли Хорн                     | 5:05         |
| Общая длительность: | Общая длительность:                     | Общая длительность:            | 55:28        |

* «Conversation» — разговорная часть.

## Участники записи
- Ширли Хорн — вокал, фортепиано
- Мэриэн Макпартлэнд — фортепиано, интервьюер
- Майк Моран — звукоинженер
- Джордж Хорн — мастеринг
- Шари Хатченсон — пост-продакшн, звукоинженер
- Ник Филлипс — исполнительный продюсер
- Дик Фиппс — руководитель производства, продюсер
- Венделл Эколс — ассистент руководителя производства
- Эбби Анна — арт-директор
- Андреа Р. Нельсон — дизайн обложки
- Даниэле Бранкацо — дизайн диска
- Пол Де Баррос — примечания в буклете